# Sandjak de Delvino
 (avril 2019).
 (août 2021).
Si vous disposez d'ouvrages ou d'articles de référence ou si vous connaissez des sites web de qualité traitant du thème abordé ici, merci de compléter l'article en donnant les références utiles à sa vérifiabilité et en les liant à la section « Notes et références ».
XVIe siècle – 1913
Le Sandjak de Delvino (turc: Devline Sancağı, albanais: Sanxhaku i Delvinës) est l'un des sandjaks de l'empire ottoman dont le chef-lieu était Delvinë. Il s'étendait le long de l'Adriatique et était traversé par les monts de la Chimère (montes acroceraunii). Il répond à l'ancienne Chaonie.
Il a fut créé au milieu du XVIe siècle et a été dissout après les guerres des Balkans en 1913. Son territoire était divisé en États de courte durée : la Principauté d'Albanie et la République autonome d'Épire du Nord.